# 新门关街道
新门关街道，是中华人民共和国河南省開封市禹王台区下辖的一个乡镇级行政单位。

## 行政区划
新门关街道下辖以下地区：
新贡社区、惠园社区、演武厅社区、文环社区和羊市桥社区。